# Општина Мулехе
Мулехе (шп. Mulegé) општина је у Мексику у савезној држави Јужна Доња Калифорнија. Општина се налази на надморској висини од 18 м.

## Становништво
Према подацима из 2010. у општини је живело 59114 становника.

### Хронологија
| Година       | 2000                  | 2005                  | 2010                  |
| ------------ | --------------------- | --------------------- | --------------------- |
| Становништво | 45989 (23593 / 22396) | 52743 (27620 / 25123) | 59114 (30617 / 28497) |

### Попис
| \| \| м \| \| \| ж \| \| 0—2 \| 1.757 \| \| \| 1.716 \| \| 3—5 \| 1.665 \| \| \| 1.687 \| \| 6—11 \| 3.610 \| \| \| 3.430 \| \| 12—14 \| 1.750 \| \| \| 1.727 \| \| 15—17 \| 1.913 \| \| \| 1.711 \| \| 18—24 \| 4.013 \| \| \| 3.391 \| \| 60+ \| 2.442 \| \| \| 2.295 \| \| Просек : \| 29,0 \| \| \| 28,9 \| |       |  |  |       |
| |       |  |  |       |
| | м     |  |  | ж     |
| 0—2 | 1.757 |  |  | 1.716 |
| 3—5 | 1.665 |  |  | 1.687 |
| 6—11 | 3.610 |  |  | 3.430 |
| 12—14 | 1.750 |  |  | 1.727 |
| 15—17 | 1.913 |  |  | 1.711 |
| 18—24 | 4.013 |  |  | 3.391 |
| 60+ | 2.442 |  |  | 2.295 |
| Просек : | 29,0  |  |  | 28,9  |

| #   | Индикатор                                                                                        | Вредност |
| --- | ------------------------------------------------------------------------------------------------ | -------- |
| 1   | Становништво од 0 до 2 године                                                                    | 3473     |
| 2   | Мушко становништво од 0 до 2 године                                                              | 1757     |
| 3   | Женско становништво од 0 до 2 године                                                             | 1716     |
| 4   | Становништво са 3 и више година                                                                  | 55199    |
| 5   | Мушко становништво са 3 и више година                                                            | 28640    |
| 6   | Женско становништво са 3 и више година                                                           | 26559    |
| 7   | Становништво са 5 и више година                                                                  | 52929    |
| 8   | Мушко становништво са 5 и више година                                                            | 27500    |
| 9   | Женско становништво са 5 и више година                                                           | 25429    |
| 10  | Становништво са 12 и више година                                                                 | 44807    |
| 11  | Мушко становништво са 12 и више година                                                           | 23365    |
| 12  | Женско становништво са 12 и више година                                                          | 21442    |
| 13  | Становништво са 15 и више година                                                                 | 41330    |
| 14  | Мушко становништво са 15 и више година                                                           | 21615    |
| 15  | Женско становништво са 15 и више година                                                          | 19715    |
| 16  | Становништво са 18 и више година                                                                 | 37706    |
| 17  | Мушко становништво са 18 и више година                                                           | 19702    |
| 18  | Женско становништво са 18 и више година                                                          | 18004    |
| 19  | Становништво од 3 до 5 година                                                                    | 3352     |
| 20  | Мушко становништво од 3 до 5 година                                                              | 1665     |
| 21  | Женско становништво од 3 до 5 година                                                             | 1687     |
| 22  | Становништво од 6 до 11 година                                                                   | 7040     |
| 23  | Мушко становништво од 6 до 11 година                                                             | 3610     |
| 24  | Женско становништво од 6 до 11 година                                                            | 3430     |
| 25  | Становништво од 8 до 14 година                                                                   | 8253     |
| 26  | Мушко становништво од 8 до 14 година                                                             | 4219     |
| 27  | Женско становништво од 8 до 14 година                                                            | 4034     |
| 28  | Становништво од 12 до 14 година                                                                  | 3477     |
| 29  | Мушко становништво од 12 до 14 година                                                            | 1750     |
| 30  | Женско становништво од 12 до 14 година                                                           | 1727     |
| 31  | Становништво од 15 до 17 година                                                                  | 3624     |
| 32  | Мушко становништво од 15 до 17 година                                                            | 1913     |
| 33  | Женско становништво од 15 до 17 година                                                           | 1711     |
| 34  | Становништво од 18 до 24 године                                                                  | 7404     |
| 35  | Мушко становништво од 18 до 24 године                                                            | 4013     |
| 36  | Женско становништво од 18 до 24 године                                                           | 3391     |
| 37  | Женско становништво од 15 до 49 година                                                           | 15289    |
| 38  | Становништво са 60 и више година                                                                 | 4737     |
| 39  | Мушко становништво са 60 и више година                                                           | 2442     |
| 40  | Женско становништво са 60 и више година                                                          | 2295     |
| 41  | Однос између мушкараца и жена                                                                    | 107.44   |
| 42  | Становништво од нуле до 14 година                                                                | 17342    |
| 43  | Становништво од 15 до 64 године                                                                  | 38073    |
| 44  | Становништво од 65 година и више                                                                 | 3257     |
| 45  | Просечан број деце                                                                               | 2.34     |
| 46  | Становништво рођено у ентитету                                                                   | 36879    |
| 47  | Мушко становништво рођено у ентитету                                                             | 18597    |
| 48  | Женско становништво рођено у ентитету                                                            | 18282    |
| 49  | Становништво рођено у другом ентитету                                                            | 21450    |
| 50  | Мушко становништво рођено у другом ентитету                                                      | 11608    |
| 51  | Женско становништво рођено у другом ентитету                                                     | 9842     |
| 52  | Становништво од 5 година и више резидентно у ентитету у јуну 2005. године                        | 45200    |
| 53  | Мушко становништво старосног доба од 5 година и више, резидентно у ентитету у јуну 2005. године  | 23099    |
| 54  | Женско становништво старосног доба од 5 и више година, резидентно у ентитету у јуну 2005. године | 22101    |
| 55  | Становништво од 5 година и више које је живело у другом ентитету у јуну 2005. године             | 7016     |
| 56  | Мушко становништво старије од 5 година које је живело у другом ентитету у јуну 2005. године      | 3967     |
| 57  | Женско становништво старије од 5 година које је живело у другом ентитету у јуну 2005. године     | 3049     |
| 58  | Становништво од 3 године и више које говори аутохтони језик                                      | 3037     |
| 59  | Мушко становништво старо 3 године и више које говори аутохтони језик                             | 1797     |
| 60  | Женско становништво старо 3 године и више које говори аутохтони језик                            | 1240     |
| 61  | Становништво од 3 године и више које говори аутохтони језик и не говори шпански језик            | 44       |
| 62  | Мушко становништво старо 3 године и више које говори аутохтони језик и не говори шпански         | 19       |
| 63  | Женско становништво старо 3 године и више које говори аутохтони језик и не говори шпански језик  | 25       |
| 64  | Становништво старо 3 године и више које говори аутохтони језик и шпански                         | 2782     |
| 65  | Мушко становништво старо 3 године и више које говори аутохтони језик и шпански                   | 1660     |
| 66  | Женско становништво старо 3 године и више које говори аутохтони језик и шпански                  | 1122     |
| 67  | Становништво од 5 година и више које говори аутохтони језик                                      | 2993     |
| 68  | Становништво од 5 година и више које говори аутохтони језик и не говори шпански језик            | 41       |
| 69  | Становништво од 5 година и више које говори аутохтони језик и говори шпански језик               | 2749     |
| 70  | Становништво у домородачким домаћинствима                                                        | 5495     |
| 71  | Становништво са ограничењима у активностима                                                      | 2637     |
| 72  | Становништво са ограниченим ходањем или кретањем, горе или доле                                  | 1475     |
| 73  | Становници са ограничењима вида, чак и уз кориштење сочива                                       | 799      |
| 74  | Становништво са ограничењима говора, комуникације или конверзације                               | 242      |
| 75  | Становништво са ограниченим слухом                                                               | 284      |
| 76  | Становништво са ограничењима при одевању, купању или јелу                                        | 157      |
| 77  | Становништво са ограничењима у опажању или учењу једноставних ствари                             | 102      |
| 78  | Становништво са менталним ограничењима                                                           | 216      |
| 79  | Становништво без ограничења активности                                                           | 55159    |
| 80  | Становништво од 3 до 5 година које не похађа школу                                               | 1676     |
| 81  | Мушко становништво од 3 до 5 година које не похађа школу                                         | 837      |
| 82  | Женско становништво од 3 до 5 година које не похађа школу                                        | 839      |
| 83  | Становништво од 6 до 11 година које не похађа школу                                              | 338      |
| 84  | Мушко становништво од 6 до 11 година које не похађа школу                                        | 184      |
| 85  | Женско становништво од 6 до 11 година које не похађа школу                                       | 154      |
| 86  | Становништво од 12 до 14 година које не похађа школу                                             | 337      |
| 87  | Мушко становништво од 12 до 14 година које не похађа школу                                       | 167      |
| 88  | Женско становништво од 12 до 14 година које не похађа школу                                      | 170      |
| 89  | Становништво од 15 до 17 година похађа школу                                                     | 2315     |
| 90  | Мушко становништво од 15 до 17 година похађа школу                                               | 1213     |
| 91  | Женско становништво између 15 и 17 година живота у школи                                         | 1102     |
| 92  | Становништво од 18 до 24 године похађа школу                                                     | 1340     |
| 93  | Мушко становништво од 18 до 24 године похађа школу                                               | 732      |
| 94  | Женско становништво од 18 до 24 године похађа школу                                              | 608      |
| 95  | Становништво од 8 до 14 година које не може да чита и пише                                       | 351      |
| 96  | Мушко становништво старосног доба од 8 до 14 година које не може да чита и пише                  | 186      |
| 97  | Женско становништво старосног доби од 8 до 14 година које не може да чита и пише                 | 165      |
| 98  | Становништво од 15 година и више које је неписмено                                               | 2407     |
| 99  | Мушко становништво од 15 година и више које је неписмено                                         | 1191     |
| 100 | Женско становништво од 15 година и више које је неписмено                                        | 1216     |
| 101 | Становништво старо 15 и више година без школовања                                                | 3051     |
| 102 | Мушко становништво старо 15 и више година без школовања                                          | 1527     |
| 103 | Женско становништво старо 15 и више година без школовања                                         | 1524     |
| 104 | Становништво старосног доба 15 и више година са непотпуним основним образовањем                  | 6614     |
| 105 | Мушко становништво старосног доба од 15 година и више са непотпуном основним образовањем         | 3497     |
| 106 | Женско становништво старосног доба 15 и више година са непотпуном основним образовањем           | 3117     |
| 107 | Становништво старо 15 и више година са комплетним основним образовањем                           | 7294     |
| 108 | Мушко становништво старо 15 година и више са комплетним основним образовањем                     | 3946     |
| 109 | Женско становништво старо 15 и више година са комплетним основним образовањем                    | 3348     |
| 110 | Становништво старосног доба 15 и више година са непотпуним средњим образовањем                   | 2685     |
| 111 | Мушко становништво старосног доба од 15 година и више са непотпуним средњим образовањем          | 1514     |
| 112 | Женско становништво старосног доба од 15 година и више са непотпуним средњим образовањем         | 1171     |
| 113 | Становништво старо 15 и више година са пуним секундарном образовањем                             | 8485     |
| 114 | Мушко становништво старосног доба од 15 година и више са пуним секундарном образовањем           | 4539     |
| 115 | Женско становништво старосног доба од 15 година и више са пуним секундарном образовањем          | 3946     |
| 116 | Становништво старије од 18 година са постосновним образовањем                                    | 11659    |
| 117 | Мушко становништво старије од 18 година са постосновним образовањем                              | 5864     |
| 118 | Женско становништво старије од 18 година са постосновним образовањем                             | 5795     |
| 119 | Просечна оцена школовања                                                                         | 7.92     |
| 120 | Просечан ниво образовања мушке популације                                                        | 7.88     |
| 121 | Просечан ниво образовања женског становништва                                                    | 7.96     |
| 122 | Економски активно становништво                                                                   | 26117    |
| 123 | Економски активна мушка популација                                                               | 18012    |
| 124 | Економски активна женска популација                                                              | 8105     |
| 125 | Становништво које није економски активно                                                         | 18441    |
| 126 | Мушко становништво које није економски активно                                                   | 5219     |
| 127 | Женско становништво које није економски активно                                                  | 13222    |
| 128 | Запослено становништво                                                                           | 25565    |
| 129 | Запослено мушко становништво                                                                     | 17567    |
| 130 | Запослено женско становништво                                                                    | 7998     |
| 131 | Незапослена популација                                                                           | 552      |
| 132 | Незапослена мушка популација                                                                     | 445      |
| 133 | Незапослена женска популација                                                                    | 107      |
| 134 | Становништво без права на здравствене услуге                                                     | 10016    |
| 135 | Становништво које има право на здравствене услуге                                                | 48579    |
| 136 | Становништво које има право на ИМСС                                                              | 25748    |
| 137 | Становништво које има право на социјално осигурање                                               | 7847     |
| 138 | Становништво које има право на државно социјално осигурање                                       | 435      |
| 139 | Становништво које има право на опште осигурање или здравствено осигурање за нову генерацију      | 13266    |
| 140 | Становништво које је било једном или није било у браку током 12 година и више                    | 14006    |
| 141 | Венчано или уједињено становништво од 12 година и више                                           | 26658    |
| 142 | Становништво које је било у браку или уједињено 12 година и више                                 | 3982     |
| 143 | Становништво са католичком религијом                                                             | 46900    |
| 144 | Протестанти, еванђелисти и библијски следбеници различити од еванђелиста                         | 6449     |
| 145 | Становништво са другим религијама различитим од претходних                                       | 21       |
| 146 | Становништво без религије                                                                        | 4668     |
| 147 | Укупно пописаних домаћинства                                                                     | 16492    |
| 148 | Пописна домаћинства на челу са мушкарцима                                                        | 13396    |
| 149 | Пописна домаћинства на челу са женама                                                            | 3096     |
| 150 | Становништво у пописним домаћинствима                                                            | 58216    |
| 151 | Становништво у пописним домаћинствима на челу са мушкарцима                                      | 48525    |
| 152 | Становништво у пописним домаћинствима на челу са женама                                          | 9691     |
| 153 | Укупно домаћинстава                                                                              | 21317    |
| 154 | Укупно насељених домаћинстава                                                                    | 16658    |
| 155 | Укупно приватних кућа                                                                            | 21151    |
| 156 | Насељени приватни домови                                                                         | 16492    |
| 157 | Укупно насељених приватних кућа                                                                  | 16629    |
| 158 | Ненасељене приватне куће                                                                         | 2805     |
| 159 | Појединачна домаћинства за привремену употребу                                                   | 1854     |
| 160 | Становници у насељеним приватним кућама                                                          | 58216    |
| 161 | Насељеност станара у приватним становима                                                         | 3.53     |
| 162 | Просечно становника по соби у приватним насељеним домаћинствима                                  | 1.05     |
| 163 | Појединачна домаћинства са подовима од различитих материјала од земље                            | 15760    |
| 164 | Појединачна домаћинства у приземљу                                                               | 472      |
| 165 | Појединачна домаћинства са једном спаваћом собом                                                 | 6540     |
| 166 | Појединачна домаћинства са две спаваће собе и више                                               | 9748     |
| 167 | Појединачна домаћинства са једним собом                                                          | 3023     |
| 168 | Појединачна домаћинства са две собе                                                              | 2271     |
| 169 | Појединачна домаћинства са 3 собе и више                                                         | 10984    |
| 170 | Појединачна домаћинства која имају електрично светло                                             | 15633    |
| 171 | Појединачна домаћинства која немају електрично светло                                            | 662      |
| 172 | Појединачна домаћинства која имају водоводну воду у стамбеном простору                           | 14654    |
| 173 | Појединачна домаћинства која немају водоводну воду у стамбеном простору                          | 1599     |
| 174 | Појединачна домаћинства која имају тоалет                                                        | 15424    |
| 175 | Појединачна домаћинства која имају канализацију                                                  | 13549    |
| 176 | Појединачна домаћинства која немају канализацију                                                 | 2556     |
| 177 | Појединачна домаћинства која имају електрично светло, довод воде из јавне мреже и канализацију   | 12298    |
| 178 | Појединачна домаћинства без икаквих услова                                                       | 586      |
| 179 | Појединачна домаћинства која имају радио                                                         | 10361    |
| 180 | Појединачна домаћинства која имају телевизор                                                     | 14903    |
| 181 | Појединачна домаћинства која имају фрижидер                                                      | 12874    |
| 182 | Појединачна домаћинства која имају машину за веш                                                 | 10669    |
| 183 | Појединачна домаћинства која имају аутомобил или комби                                           | 10569    |
| 184 | Појединачна домаћинства која имају рачунар                                                       | 5822     |
| 185 | Појединачна домаћинства која имају фиксну телефонску линију                                      | 5702     |
| 186 | Појединачна домаћинства која имају мобилни телефон                                               | 12554    |
| 187 | Појединачна домаћинства која имају приступ интернету                                             | 4255     |